# Leucania rivorum
Leucania rivorum är en fjärilsart som beskrevs av Achille Guenée 1852. Leucania rivorum ingår i släktet Leucania och familjen nattflyn. Inga underarter finns listade i Catalogue of Life.